# Raïon de Kirichi
Le raïon de Kirichi (en russe : Киришский муниципальный район, Kirichski munitsipalnyi raion) est une subdivision administrative de l'oblast de Léningrad, dans le nord-ouest de la Russie. Son centre administratif est la ville de Kirichi.

## Géographie
Le raïon couvre une superficie de 3 019,3 km2. 
Il est situé dans la partie sud de l'oblast et borde le raïon de Volkhov  au nord, le raïon de Tikhvine  au nord-est, le raïon de Lyubytino  de l'oblast de Novgorod au sud-est, le raïon de Malaïa Vichera  de l'oblast de Novgorod  au sud, le raïon de Chudov de l'oblast de Novgorod à le sud-ouest, le raïon de Tosno à l'ouest et le raïon de Kirovsk au nord-ouest.

## Population
Recensements (*) ou estimations de la population :
| 1979*  | 1989   | 2002   | 2010   |
| ------ | ------ | ------ | ------ |
| 15 032 | 14 521 | 12 075 | 63 764 |

| 2013   | 2015   | 2021   | - |
| ------ | ------ | ------ | - |
| 65 001 | 64 493 | 60 777 | - |